# 具鳞凤仙花
具鳞凤仙花（学名：Impatiens lepida），为凤仙花科凤仙花属下的一个种。

## 扩展阅读
維基物種上的相關：具鳞凤仙花